# Манюня: День рождения Ба
«Манюня: День рождения Ба» — российско-армянский приключенческий фильм режиссёра Армана Марутяна, снятый по мотивам книг Наринэ Абгарян и её воспоминаний из её детства. События фильма происходят после фильма «Манюня: Приключения в деревне». Данный фильм будет последним фильмом во франшизе Манюни. Фильм в России вышел 13 февраля 2025 года.

## Сюжет
У Ба намечается юбилей, ей исполняется 70 лет. В гости приезжает двоюродная сестра Ба по имени Фая, которая Жмайлик. Манюня в это время выиграла республиканскую олимпиаду по математике. Ба готовилась к своему юбилею, много готовила и составляла список гостей, которых надо пригласить. Внезапно у Ба подскочило давление, отчего она сама не в состоянии подготовить все к своему юбилею. Семьи Шац и Абгарян решают помочь Розе Иосифовне подготовиться к юбилею, пока она будет отдыхать. Фая также решает помочь Ба, чтобы она подготовилась к юбилею. В это время мама Манюни из Кировакана узнала о том, что её дочь окончила олимпиаду по математике и решает перевести её в новую школу у себя в городе. Она пишет письмо Розе Иосифовне, но письмо получает дядя Миша, который решает скрыть от Ба правду, чтобы ее не огорчать. Однако он делится этой новостью по секрету с Юрием и Надеждой. Их разговор случайно подслушали Манюня и Наринэ. Узнав о том, что Манюня уедет, Наринэ ссорится со своей лучшей подругой, ошибочно думая, что та предала её, зная о том, что она переедет в другую школу. Особенно это подчёркивалось тем, что Наринэ приснился кошмар, где Манюня перестала с ней дружить и учится с другими подругами, двойниками самой Наринэ.
Каждый член семьи разделяется и решает заняться своими делами для юбилея Ба. Фая пытается изменить причёску своей сестре, но делает только хуже, покрасив их в синий цвет, из-за чего Ба решает скрывать волосы фартуком. Юрий Абгарян и Михаил Шац в это время купили для шашлыка одного барана у одного пасечника. Однако баран оказался бешеным, как бык. Он сбегает и устраивает хаос на рынках и дороге. Юрий и Михаил пытаются поймать его, но не смогли. Надежда вместе с младшей дочкой пыталась приготовить торт на день рождения Ба, но младшая вместо супа на обед съела торт. Пришлось Надежде идти по аптекам, купить сладкие лекарства и из них сделать новый торт. Манюня, Наринэ и Карина в это время отправились в лес, чтобы сочинить поэму, нарисовать портрет и сделать новую рогатку в качестве подарков для Ба. Внезапно девочки замечают, что на другом берегу озера появились браконьеры, которые хотят с помощью динамита и рыболовных сетей взорвать озеро и поймать мёртвую рыбу. Девочки решили помешать им. Сначала они отвлекая их, незаметно забрали рыболовную сеть, но у браконьеров оказалась запасная рыболовная сеть. Потом они пытались забрать динамит, но не успели. Со второй попытке забрать динамит девочки попались в ловушку браконьеров и они заперли их в багажнике своего фургона. Манюня с помощью математики определила, как они смогут открыть дверь и сбежать, подсказав Карине, куда она должна бить и Карина выбив с ноги дверь, открывает её. Перед побегом они забирают ключи от фургона и убегают.
Браконьеры преследуют девочек до оврага. Девочки дальше решили не убегать и дать бой браконьерам. Они заманивают их в ловушки, заставляя спотыкаться, падать и попадать под колючие репейники с ульями ос. В последний момент злодеи загоняют девочек перед оврагом и казалось, что на этом конец. Однако девочек спасает бородатый лесник, который ранее встречался девочкам в лесу по пути к озеру и сначала напугал их. Лесник связал браконьеров и посадил в фургон, после чего поехал в город. Девочки сидели в багажнике вместе с браконьерами и выслушивали их. Оказалось, что браконьеры это брат и сестра, который не были виноваты в том, что они стали такими. Брат мечтал стать как балерина и танцевать балет, а сестра хотела быть чемпионкой по поднятию тяжестей. Однако их мечты не исполнились, так как их родители не одобряли их мечты. А браконьерами они решили стать, потому что хотели накопить денег и исполнить свои мечты хотя бы таким образом. Девочки заверили их, что у них ещё есть шанс исправиться и пока они будут сидеть в тюрьмe, у них ещё будет возможность, иным образом исполнить свою мечту. Лесник проводил девочек до дома и дальше поехать отвозить браконьеров в милицию.
Ни у кого не получилось ничего со своими делами к юбилею Ба. Вместо мяса пришлось жарить овощи, бешеный баран напал на Ба, вмазав ей в лицо новым тортом от Надежды и казалось, что юбилей испорчен и придётся его отменить. На помощь пришла Анжела, знакомая медсестра, которая когда-то под Новый год помогла Михаилу с Юрием. Она купила мяса для шашлыка и много разной еды, тем самым спасая юбилей Ба. Когда Ба приготовилась задуть свечи и загадать желание, Наринэ не выдержала и проболталась о том, что Манюня уедет от них в Москву учиться в другую школу. Эта новость немного огорчила Ба, но она ещё давно знала, что так и будет и со слезами радости обнимает внучку. Надежда в это время успокаивала Наринэ, заверив, что их настоящую дружбу с Манюней ничто никогда не разрушит. Даже очень далёкие расстояния, намекая на то, что даже если Манюня уедет, то они всё равно останутся друзьями на вечно. Далее проходит целое лето. За это время Михаил женился на Анжеле, а Манюня и Наринэ ещё долгое время были вместе, пока в один день им не пришлось попрощаться. Манюня прощается со всеми своими друзьями и родными, обещая, что она их никогда не забудет и уезжает вместе с отцом на машине из Берда.

## В ролях
| Актёр              | Роль                     |
| ------------------ | ------------------------ |
| Екатерина Темнова  | Манюня Шац               |
| Карина Каграманян  | Наринэ Абгарян           |
| Каринэ Мнацаканян  | Карина Абгарян           |
| Джульетта Степанян | Роза Иосифовна Шац, «Ба» |

## Премьера
Премьера фильма состоится 13 февраля 2025 года и фильм станет заключительным во франшизе, в то время как в Москве в кинотеатре «КАРО 11 Октябрь» премьера состоялась 9 февраля. 27 марта того же года состоялась премьера фильма в онлайн кинотеатрах START и Okko.

## Кассовые сборы
За первые выходные проката фильм «Манюня: День рождения Ба» заработал в российских кинотеатрах 100 миллионов рублей. За пятнадцатый день проката фильм заработал 297,5 миллионов рублей.

## Предыстория
Не смотря на то, что «Манюня: День рождения Ба» был заключительной частью всей франшизы, создатели в апреле 2025 года решили продолжить франшизу. 9 июля того же года стартовали съёмки нового сериала «Манюня: Детство Ба», который будет предысторией к оригинальному сериалу и всем четырём фильмам. На данный момент планируется два сезона, в каждом из которых будет по десять серий и каждая серия будет длиться по 25 минут.